# بانک سرمایه‌گذاری پرتغال

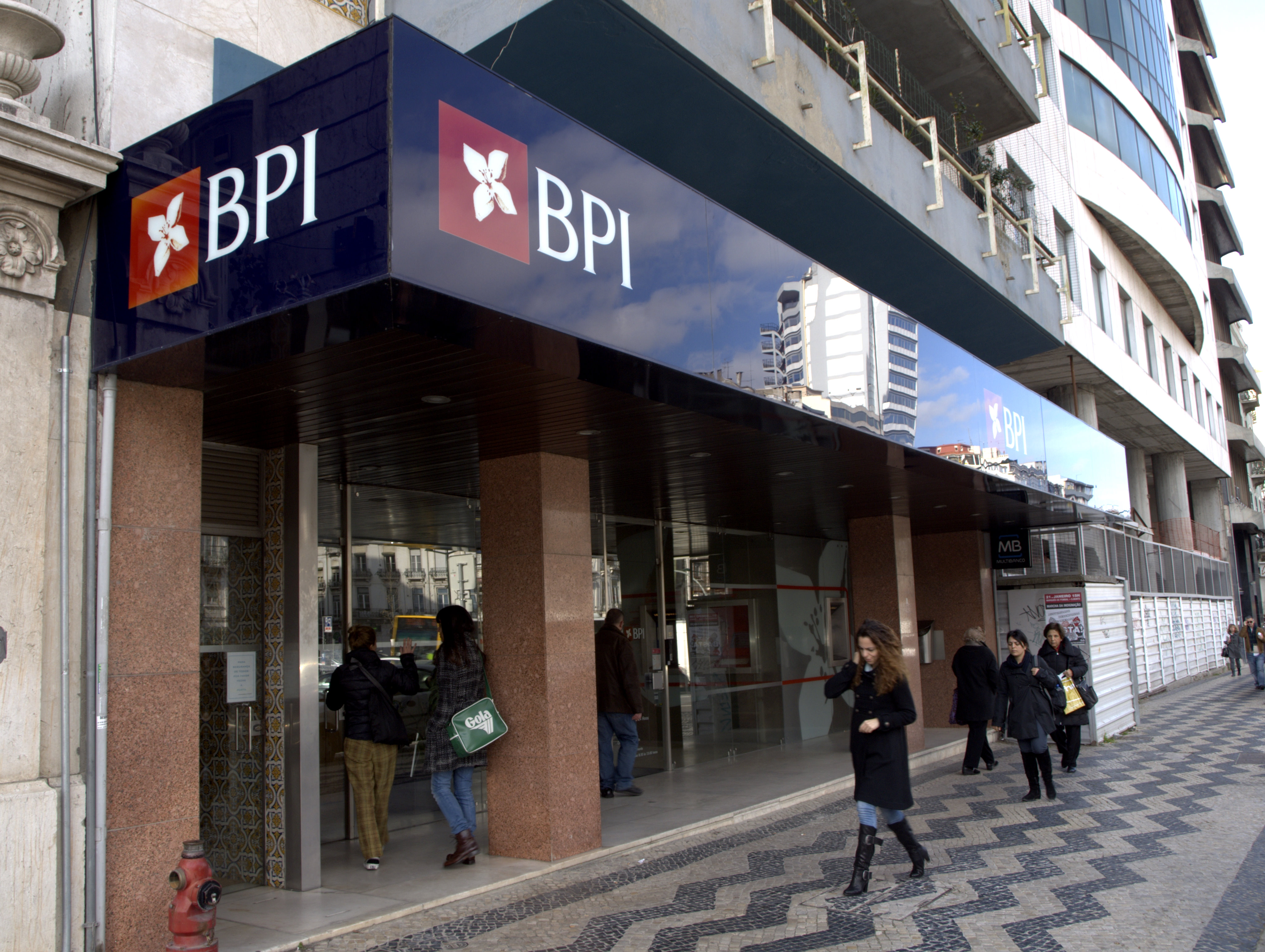
بانک سرمایه‌گذاری پرتغال، شعبه لیسبون

بانک سرمایه‌گذاری پرتغال (به پرتغالی: Banco Português de Investimento) بانک پرتغالی است، که در سال ۱۹۸۱ تأسیس شد و هم‌اکنون به‌عنوان سومین بانک بزرگ خصوصی پرتغال شناخته می‌شود. 
بانک سرمایه‌گذاری پرتغال مالک شبکه‌ای از ۶۷۴ شعبه و ۳۰ مرکز سرمایه‌گذاری است، که در کشورهای پرتغال، اسپانیا، آنگولا و موزامبیک مستقر می‌باشند. بزرگترین سهام‌داران بانک سرمایه‌گذاری پرتغال؛ شامل: بانک اسپانیایی کاشابانک با ۴۶ درصد، بانک برزیلی ایتاو یونی‌بانکو با ۱۸ درصد، شرکت سرمایه‌گذاری آنگولایی ایزابل دوس سانتوس با ۱۹ درصد و شرکت آلمانی آلیانتس با ۸ درصد می‌باشند.
شعبه مرکزی این بانک در شهر پورتو، پرتغال قرار دارد و بخشی از سهام آن در بازار بورس یورونکست لیسبون معامله می‌شود.